# Język dao
Język dao, także: maniwo, moi lub moi maniwo – język papuaski używany w prowincji Papua w Indonezji. Według danych z 1991 r. posługuje się nim 250 osób.
Do obszaru tego języka zaliczono dystrykt Napan, kabupaten Nabire (dawniej Paniai), rejon rzeki Dao; góry zachodnio-centralne. Według danych Peta Bahasa językiem „moi maniwo” posługuje się większościowa grupa etniczna Ayapa we wsi Maniwo (dystrykt Wapoga, kabupaten Nabire). Dodatkowo zidentyfikowano skupiska użytkowników tego języka w innych wsiach (Dabowto, Bami, Menipe i Kwi). Doniesienia z 2012 r. sugerują, że nazwy „moi” (lub „dao”) i „maniwo” odnoszą się do różnych dialektów tego języka.
Dao stanowi środek komunikacji w obrębie społeczności oraz w środowisku domowym. W użyciu jest także malajski papuaski. Według Ethnologue dao jest zagrożony wymarciem.
Blisko spokrewniony z językiem auye (75% podobieństwa leksykalnego), z którym tworzy grupę auye-dao.